# Lista yunnanensis
Lista yunnanensis (лат.) — вид бабочек-огнёвок рода Lista из подсемейства Epipaschiinae.

## Распространение
Китай (Yunnan).

## Описание
Бабочки средних размеров. Размах крыльев около 3 см. Этот вид похож на L. variegata как по рисунку крыльев, так и по гениталиям самцов, но его можно отличить по сильному изогнутому боковому отростку, равному ширине заднего края ункуса, гнатоса с крючковатым дистальным отростком. Склеротизованная срединная пластинка тупо закруглённая по внешнему краю. У L. variegata тонкий латеральный отросток ункуса не изогнут и составляет примерно 3/4 ширины заднего края ункуса, дистальный отросток гнатоса трехфуркатный, а склеротизированная срединная пластинка уплощена по внешнему краю. Голова коричневато-желтая. Грудь и тегулы чёрные с примесью бледно-желтых чешуек. Переднее крыло с чёрным основанием с примесью желтовато-белых чешуек; срединная область розовая, залита желтовато-белыми и бледно-белыми чешуйками; дистальная зона серая, на вершине чёрная; передняя линия чёрная, идет от базальной 1/3 реберного края дугообразно наружу до базальной 1/3 спины, окаймлена бледно-желтовато-белой фасцией по внутреннему краю. Передние ноги буроватые с примесью красновато-коричневых чешуек на бедре и голени, предплюсны жёлтые, залиты серовато-коричневыми чешуйками; средние и задние ноги жёлтые, за исключением середины бёдра и голени, залитых бледными чешуйками. Брюшко с 1-м сегментом чёрного цвета с примесью коричневато-желтого на спинной поверхности, остальные сегменты буровато-желтые, 2-й сегмент с черными чешуйками.  Лабиальные щупики вздёрнуты вверх.

## Таксономия
Вид был впервые описан в 2021 году китайскими энтомологами Hou-Hun Li и Hua Rong (Китай). Таксон близок к виду Lista variegata.